# Diocèse de Göteborg
Le diocèse de Göteborg est l'un des diocèses de l'Église luthérienne de Suède. Son siège épiscopal se situe à la cathédrale de Göteborg.
Son territoire s'étend sur le comté de Halland et l'ouest du Västra Götaland.